# Aterínids

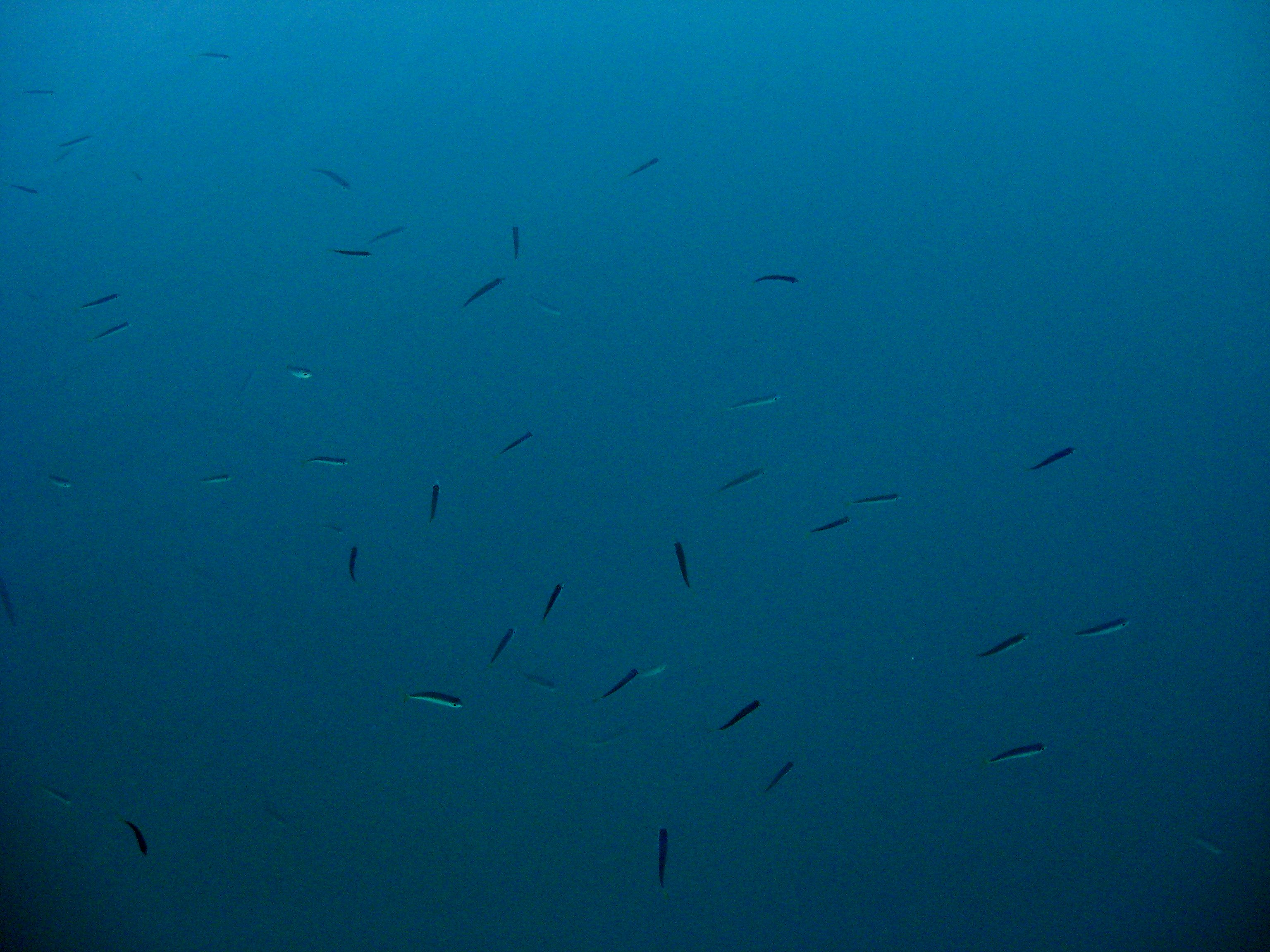
Mola dAtherina hepsetus fotografiada a prop de les costes de Turquia.

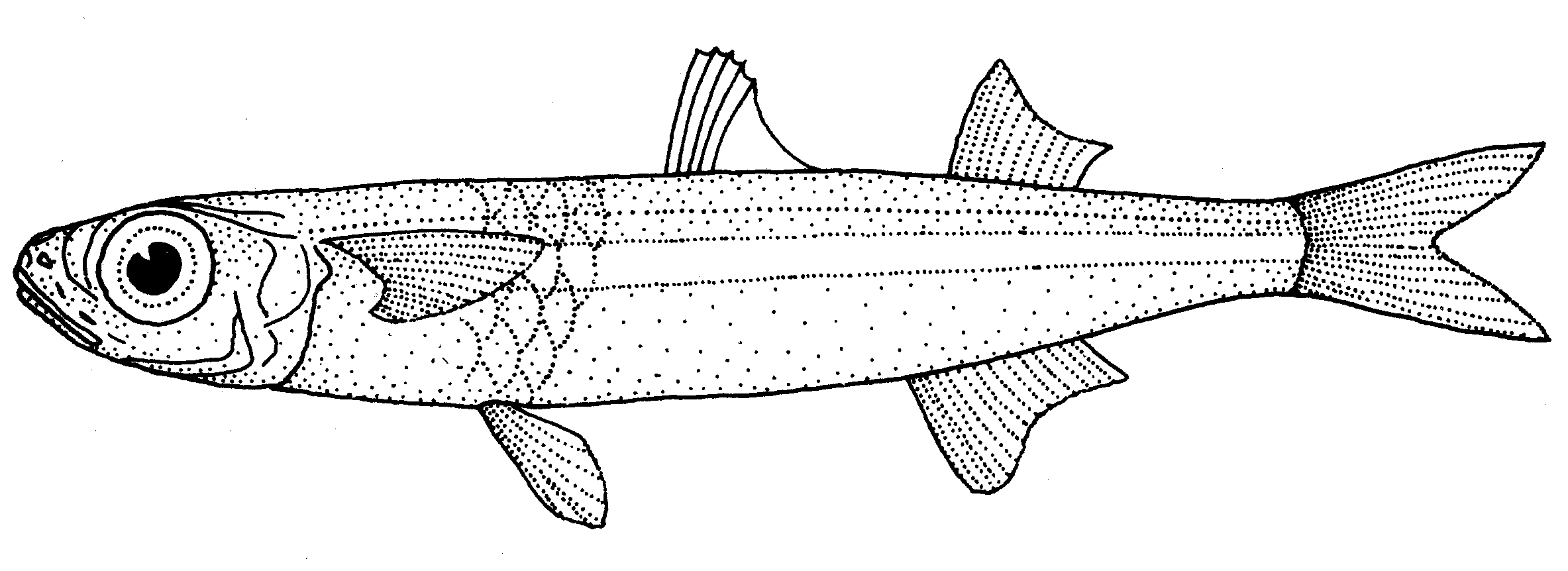
Atherinomorus lacunosus

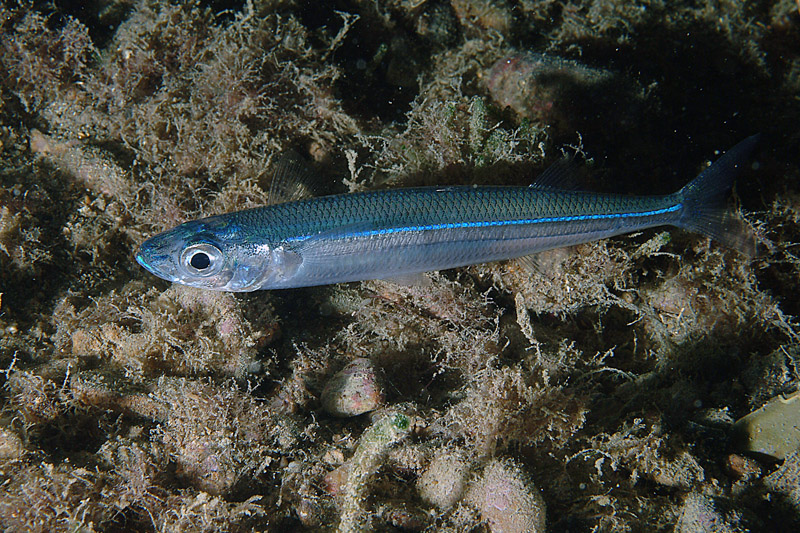
Atherina hepsetus fotografiat a prop de les costes de la Toscana (Itàlia).

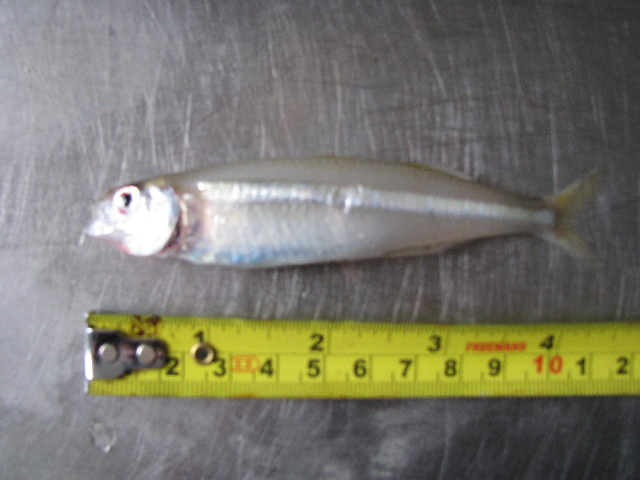
Atherina breviceps

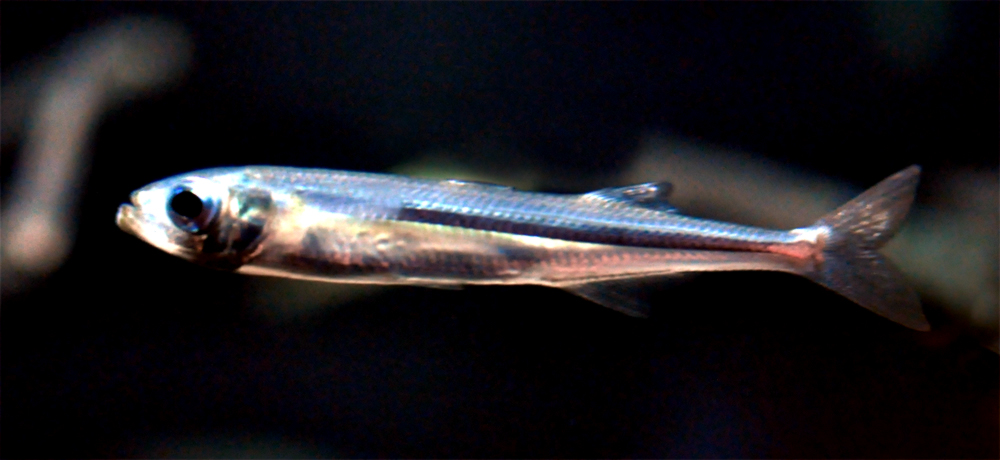
Atherina presbyter

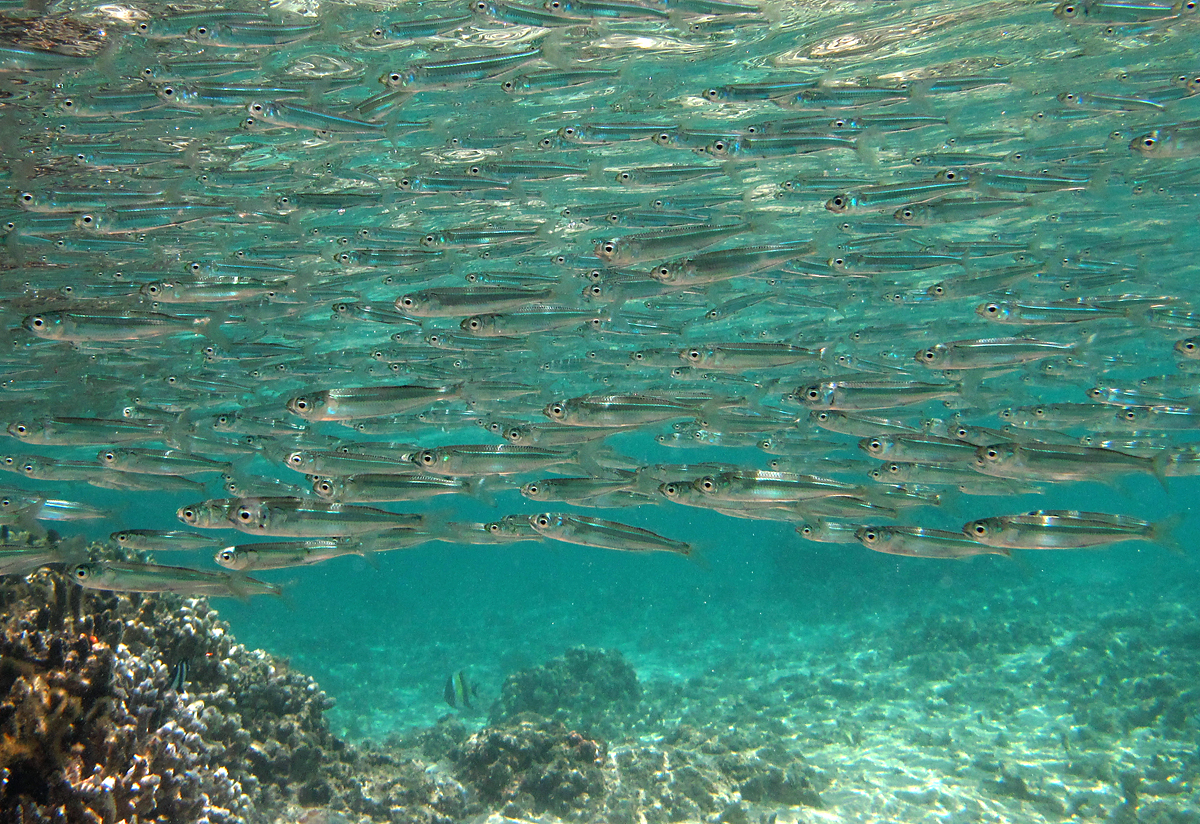
Joves dAtherinomorus lacunosus fotografiats a l'illa de la Reunió.

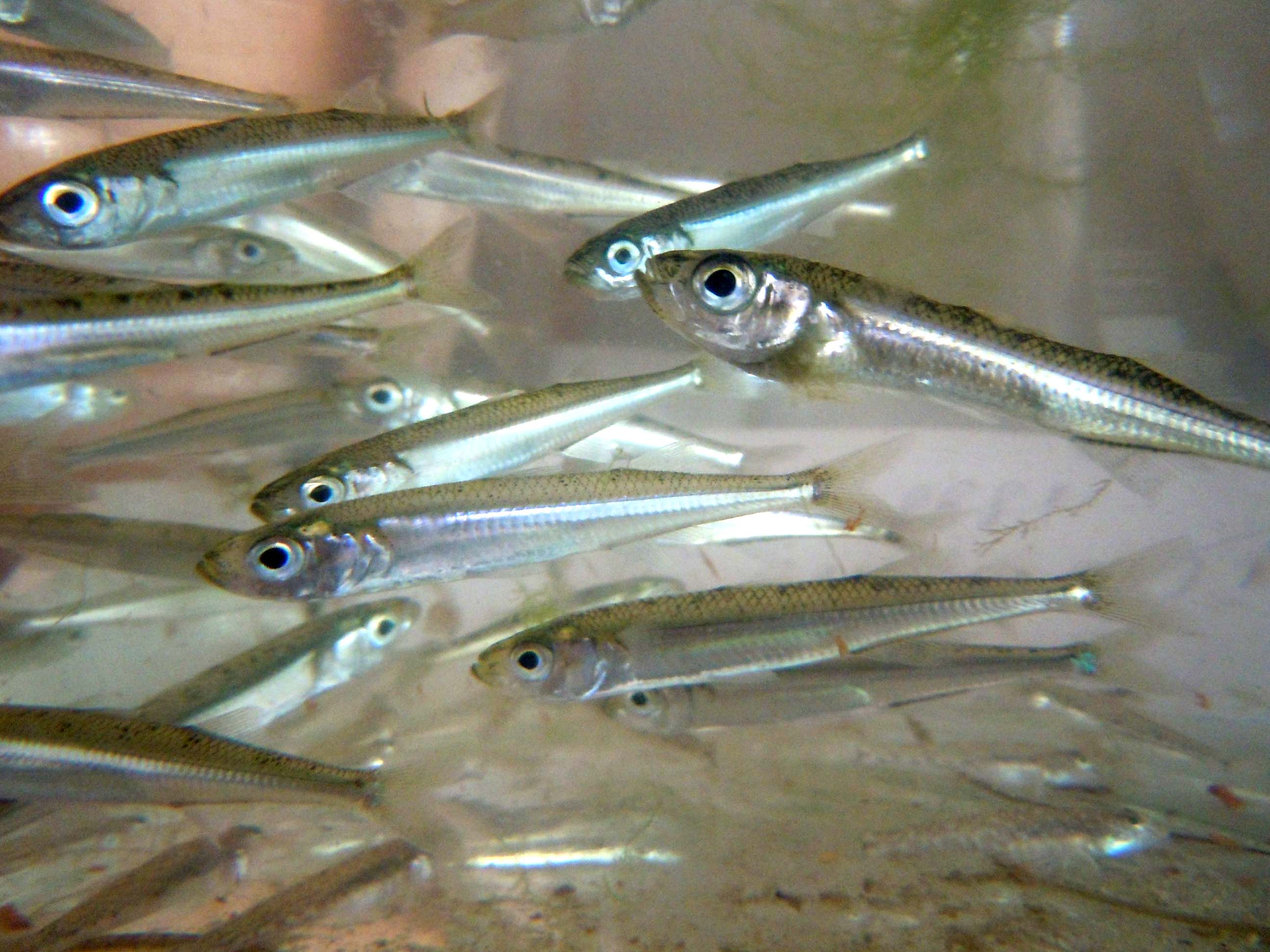
Atherina boyeri del golf d'Odessa (la mar Negra, Ucraïna)

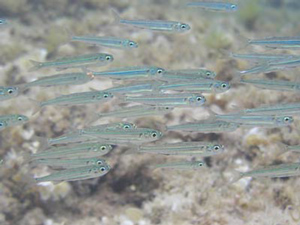
Atherina hepsetus

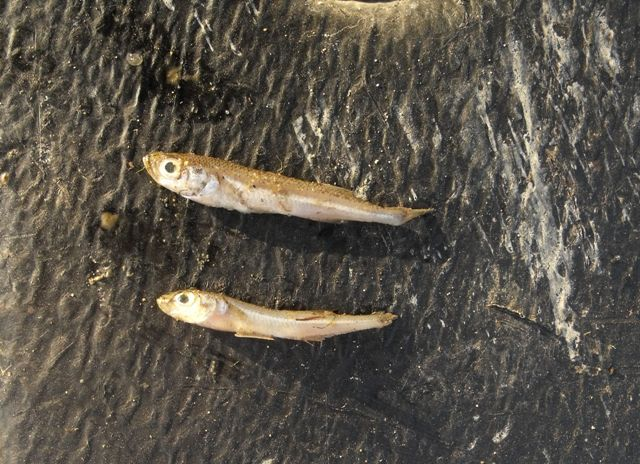
Exemplars dAtherina boyeri fotografiats a la Toscana (Itàlia).

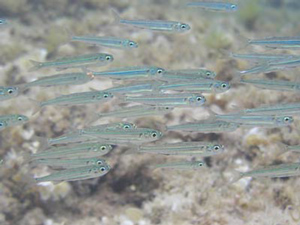
Mola dAtherina hepsetus

Els aterínids (Atherinidae) formen una família de peixos pertanyent a l'ordre dels ateriniformes.

## Etimologia
Del grec atherina (esperlà -Osmerus eperlanus-).

## Descripció
La majoria d'espècies no depassen els 20 cm i algunes tan sols en fan 5. Cos generalment allargat, prim i aplanat de forma moderada. Dors blavós o verdós, transparent i amb petits punts negres (sobretot, a la vora posterior de cada escata). El ventre és blanquinós, sovint iridescent. Ulls grossos. Tenen dues aletes dorsals molt separades: la primera amb espines flexibles i la segona amb una espina seguida per radis tous. Aleta anal amb una espina seguida per radis tous. Aletes pectorals altes en relació al cos. Aletes pèlviques abdominals. Aleta caudal forcada. Boca petita, terminal i dirigida cap amunt. Mandíbula superior no extensible. Dents petites a ambdues mandíbules i, de vegadest també, a la part anterior del sostre de la boca. Absència de línia lateral. Presenten una banda ampla, argentada i lateral als flancs (negra en el cas dels espècimens preservats). Branquiespines generalment grosses. Escates llises, cicloides, relativament grosses (en general, de 31 a 50 en sèries laterals -més en Labidesthes-) i, de vegades, amb la vora posterior arrugada. 32-60 vèrtebres (menys en Stenatherina).

## Reproducció
Els ous, grossos, presenten nombrosos filaments i són adherits a les algues, pedres i sorra.

## Alimentació
Mengen zooplàncton.

## Hàbitat i distribució geogràfica
La majoria de les espècies d'aquesta família (al voltant d'un 2/3 del total) són marines i viuen a les aigües poc fondes dels mars tropicals i temperades de tots els oceans. No obstant això, n'hi ha prop de 50 confinades a les aigües dolces i d'altres que viuen en aigües salabroses i en els deltes del rius.

## Ús comercial
Algunes espècies (com ara, Atherinomorus lacunosus) són capturades amb finalitats comercials.

## Gèneres
- Alepidomus (Hubbs, 1944)[10]
  - Alepidomus evermanni (Eigenmann, 1903)[11]
- Atherina (Linnaeus, 1758)[12]
  - Joell (Atherina boyeri) (Risso, 1810)[13]
  - Atherina breviceps (Valenciennes, 1835)[14]
  - Atherina hepsetus (Linnaeus, 1758)[15]
  - Atherina lopeziana (Rossignol & Blache, 1961)[16]
  - Joell atlàntic (Atherina presbyter) (Cuvier, 1829)[17]
- Atherinason (Whitley, 1934)[18]
  - Atherinason hepsetoides (Richardson, 1843)[19]
- Atherinomorus (Fowler, 1903)[20]
  - Atherinomorus aetholepis (Kimura, Iwatsuki & Yoshino, 2002)[21]
  - Atherinomorus balabacensis (Seale, 1910)[22]
  - Atherinomorus capricornensis (Woodland, 1961)[23]
  - Atherinomorus duodecimalis (Valenciennes, 1835)[14]
  - Atherinomorus endrachtensis (Quoy & Gaimard, 1825)[24]
  - Atherinomorus insularum (Jordan & Evermann, 1903)[25]
  - Atherinomorus lacunosus (Forster, 1801)[26]
  - Atherinomorus lineatus (Günther, 1872)[27]
  - Atherinomorus regina  (Seale, 1910)[22]
  - Atherinomorus stipes (Müller & Troschel, 1848)[28]
  - Atherinomorus vaigiensis (Quoy & Gaimard, 1825)[24]
- Atherinosoma (Castelnau, 1872)[29]
  - Atherinosoma elongata (Klunzinger, 1879)[30]
  - Atherinosoma microstoma (Günther, 1861)[31]
- Atherion (Jordan & Starks, 1901)[32]
  - Atherion africanum (Smith, 1965)[33]
  - Atherion elymus (Jordan & Starks, 1901)[32]
  - Atherion maccullochi (Jordan & Hubbs, 1919)[34]
- Bleheratherina (Aarn & Ivantsoff, 2009)[35]
  - Bleheratherina pierucciae (Aarn & Ivantsoff, 2009)[35]
- Craterocephalus (McCulloch, 1912)[36]
  - Craterocephalus amniculus  (Crowley & Ivantsoff, 1990)[37]
  - Craterocephalus capreoli  (Rendahl, 1922)[38]
  - Craterocephalus centralis  (Crowley & Ivantsoff, 1990)[37]
  - Craterocephalus cuneiceps  (Whitley, 1944)[39]
  - Craterocephalus dalhousiensis  (Ivantsoff & Glover, 1974)[40]
  - Craterocephalus eyresii  (Steindachner, 1883)[41]
  - Craterocephalus fistularis  (Crowley, Ivantsoff & Allen, 1995)[42]
  - Craterocephalus fluviatilis  (McCulloch, 1912)[36]
  - Craterocephalus gloveri  (Crowley & Ivantsoff, 1990)[43]
  - Craterocephalus helenae  (Ivantsoff, Crowley & Allen, 1987)[44]
  - Craterocephalus honoriae  (Ogilby, 1912)[45]
  - Craterocephalus kailolae  (Ivantsoff, Crowley & Allen, 1987)[46]
  - Craterocephalus lacustris  (Trewavas, 1940)[47]
  - Craterocephalus laisapi  (Larson, Ivantsoff & Crowley, 2005)[48]
  - Craterocephalus lentiginosus  (Ivantsoff, Crowley & Allen, 1987)[44]
  - Craterocephalus marianae  (Ivantsoff, Crowley & Allen, 1987)[44]
  - Craterocephalus marjoriae  (Whitley, 1948)[49]
  - Craterocephalus mugiloides  (McCulloch, 1912)[36]
  - Craterocephalus munroi  (Crowley & Ivantsoff, 1988)[50]
  - Craterocephalus nouhuysi  (Weber, 1910)[51]
  - Craterocephalus pauciradiatus  (Günther, 1861)[31]
  - Craterocephalus pimatuae  (Crowley, Ivantsoff & Allen, 1991)[52]
  - Craterocephalus randi  (Nichols & Raven, 1934)[53]
  - Craterocephalus stercusmuscarum  (Günther, 1867)[36]
  - Craterocephalus stramineus  (Whitley, 1950)[54]
- Hypoatherina (Schultz, 1948)[55]
  - Hypoatherina barnesi (Schultz, 1953)[56]
  - Hypoatherina crenolepis (Schultz, 1953)[56]
  - Hypoatherina harringtonensis (Goode, 1877)[57]
  - Hypoatherina ovalaua (Herre, 1935)[58]
  - Hypoatherina temminckii (Bleeker, 1853)[59]
  - Hypoatherina tropicalis (Whitley, 1948)[49]
  - Hypoatherina tsurugae (Jordan & Starks, 1901)[32]
  - Hypoatherina valenciennei (Bleeker, 1853)[59]
  - Hypoatherina woodwardi (Jordan & Starks, 1901)[32]
- Kestratherina (Pavlov, Ivantsoff, Last & Crowley, 1988)[60]
  - Kestratherina brevirostris (Pavlov, Ivantsoff, Last & Crowley, 1988)[60]
  - Kestratherina esox (Klunzinger, 1872)[61]
- Leptatherina (Pavlov, Ivantsoff, Last & Crowley, 1988)[60]
  - Leptatherina presbyteroides (Richardson, 1843)[19]
  - Leptatherina wallacei (Prince, Ivantsoff & Potter, 1982)[62]
- Sashatherina (Ivantsoff & Allen, 2011)[63]
  - Sashatherina giganteus (Ivantsoff & Allen, 2011)[63]
- Stenatherina (Schultz, 1948)[55]
  - Stenatherina panatela (Jordan & Richardson, 1908)[64]
- Teramulus (Smith, 1965)[65]
  - Teramulus kieneri (Smith, 1965)[33]
  - Teramulus waterloti (Pellegrin, 1932)[66][67][68][69][6][70][71][72]

## Observacions
L'ictiòleg J. L. Munro va dividir aquesta família, originalment molt nombrosa, en quatre famílies diferents: Atherinidae, Melanotaeniidae, Telmatherinidae i Pseudomugilidae; però els especialistes difereixen en llurs opinions sobre aquesta divisió.